# قائمة مؤلفات عبد العزيز بن باز
ترك عبد العزيز ابن باز (1330هـ - 1420هـ/1912م- 1999م) مؤلفات علمية كثيرة بالرغم من عدم تفرغه للتأليف، وانشغاله بالإفتاء والتدريس، وقد حصر "حمد بن إبراهيم الشتوي" أعماله في ثمانية أنواع، هي: "التأليفات والمصنفات"، و"التقديمات والمراجعات"، و"التعليقات والحواشي"، و"التعميمات والتكليفات"، و"التوجيهات والمقالات"، و"الفتاوى والسؤالات"، و"اللقاءات والمقابلات"، والردود والتعقيبات".

## من مؤلفاته
| #  | اسم الكتاب                                                                            |
| -- | ------------------------------------------------------------------------------------- |
| 1  | الفوائد الجلية في المباحث الفرضية.                                                    |
| 2  | التحقيق والإيضاح لكثير من مسائل الحج والعمرة والزيارة في ضوء الكتاب والسنة.           |
| 3  | حاشية على فتح الباري شرح صحيح البخاري (المجلدات 1، 2، 3).                             |
| 4  | حاشية على متن العقيدة الطحاوية.                                                       |
| 5  | التحذير من البدع.                                                                     |
| 6  | رسالتان موجزتان في الزكاة والصيام.                                                    |
| 7  | العقيدة الصحيحة وما يضادها.                                                           |
| 8  | وجوب العمل بالسنة وكفر من أنكرها.                                                     |
| 9  | الدعوة إلى الله وأخلاق الدعاة.                                                        |
| 10 | وجوب تحكيم شرع الله ونبذ ما خالفه.                                                    |
| 11 | حكم السفور والحجاب ونكاح الشغار.                                                      |
| 12 | نقد القومية العربية.                                                                  |
| 13 | الجواب المفيد في حكم التصوير.                                                         |
| 14 | الشيخ محمد بن عبد الوهاب "دعوته وسيرته".                                              |
| 15 | ثلاث رسائل في الصلاة.                                                                 |
| 16 | حكم الإسلام فيمن طعن في القرآن أو في رسول الله ﷺ.                                     |
| 17 | رسالة الأدلة النقلية والحسية على جريان الشمس، وسكون الأرض، وإمكان الصعود إلى الكواكب. |
| 18 | إقامة البراهين على حكم من استغاث بغير الله، أو صدق الكهنة والعرافين.                  |
| 19 | الجهاد في سبيل الله.                                                                  |
| 20 | الدروس المهمة لعامة الأمة.                                                            |
| 21 | فتاوى تتعلق بأحكام الحج والعمرة والزيارة.                                             |
| 22 | وجوب لزوم السنة والحذر من البدعة.                                                     |
| 23 | تحفة الإخوان بأجوبة مهمة تتعلق بأركان الإسلام.                                        |
| 24 | تحفة الأخيار ببيان جملة نافعة مما ورد في الكتاب والسنة من الأدعية والأذكار.           |
| 25 | مجموع فتاوى ومقالات متنوعة (جمع محمد بن سعد الشويعر) (24 مجلد).                       |
| 26 | ما هكذا تعظم الآثار.                                                                  |